# 雅尔丁奥林达
雅尔丁奥林达是巴西巴拉那州的一个市镇。总面积128.515平方公里，总人口1498人，人口密度11.7人/平方公里。